# Vittorio Emanuele Orlando
Vittorio Emanuele Orlando, italijanski državnik in politik, * 19. maj 1860, Palermo, Kraljevina Dveh Sicilij, † 1. december 1952, Rim, Italija. 
Orlando je zastopal Kraljevino Italijo na mirovni konferenci v Parizu leta 1919 s svojim zunanjim ministrom Sidneyem Sonnino. Znan je bil tudi kot »predsednik zmage«, ker je predsedoval Italiji v času prve svetovne vojne, ko je država skupaj z antantimi silami premagala centralne sile. Bil je tudi član in predsednik ustavodajne skupščine Italijanske republike. Poleg izvajanja svoje pomembne politične vloge je Orlando, ki je bil profesor prava, spisal več kot sto del o pravnih in sodnih vprašanjih.